# Scharnhorst-osztály (1906)
A Scharnhorst-osztály a Császári Haditengerészet (Kaiserliche Marine) egyik páncélos cirkáló osztálya volt, melynek két tagja a Scharnhorst és a Gneisenau volt. A korábbi Roon-osztály megnövelt méretű változataiként épültek meg. A nagyobb méret a fő tüzérség 21 cm-es ágyúinak négy darabról nyolcra való növelését tette lehetővé és ezek számítottak az első olyan német cirkálóknak, melyeket egyenrangúaknak tartottak a brit ellenlábasaikkal. A 19. század eleji két nagy porosz hadseregreformer, Gerhard von Scharnhorst és August Neidhardt von Gneisenau után nevezték el őket. 
A tengeren túli szolgálatra szánt hajókat a Kelet-Ázsiai Hajórajhoz irányították át 1909-10-ben, ahol a Scharnhorst az 1900 óta az állomáshelyen lévő Fürst Bismarck páncélos cirkálót váltotta a hajóraj vezérhajójaként. Az első világháború kitörésekor von Spee tengernagy vezetésével elhagyták Csingtao kikötőjét, majd 1914. november 1-én a Coronel-foki csatában vereséget mértek egy brit hajórajra. A német győzelem nagy feltűnést keltett világszerte, mivel az 1814-es plattsburgh-i csata óta ez volt a legyőzhetetlennek vélt Royal Navy első vesztett csatája. A Kelet-Ázsiai Hajóraj decemberben a falklandi csatában vereséget szenvedett és itt mind a két Scharnhorst-osztályú egység elveszett.

## Tervezése

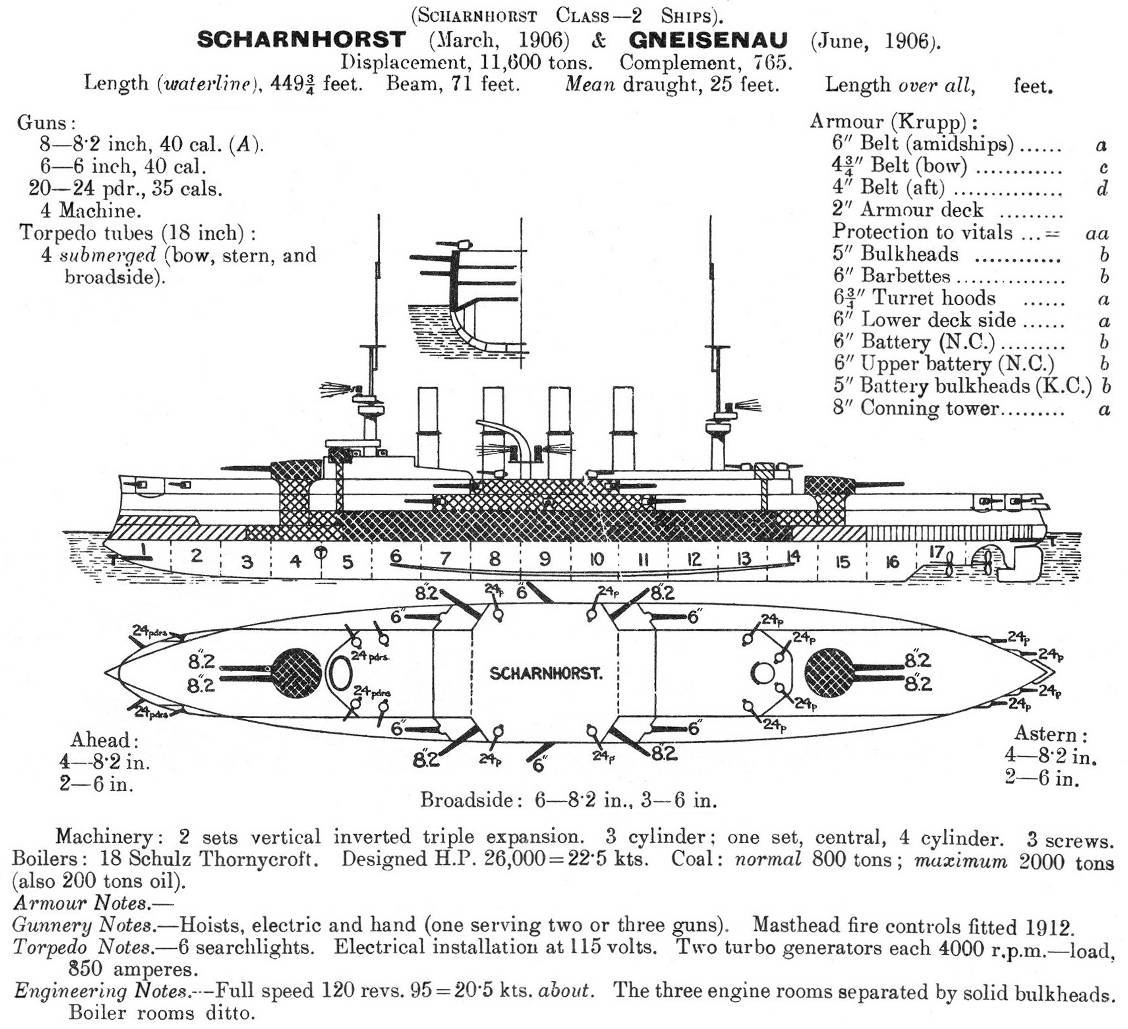
Az osztály vázlati rajza a Jane's Fighting Ships 1914-es kiadásában

### Általános jellemzők
Az osztály hajóinak teljes hossza 144,60 m, a vízvonal menti hossza 143,80 m, legnagyobb szélessége 21,6 m, merülése 8,37 m volt. Standard vízkiszorításuk 11.616 tonna, teljes terhelés mellett 12.985 tonna volt. A hajótestet hosszanti és keresztirányú acél vázszerkezettel építették, melyre kívülről szegecseléssel kerültek fel a borító lemezek. 15 vízhatlan rekeszre osztották a hajótestet, melynek alján a kettős fenék a hossz 50%-n húzódott végig. A hajókon alap esetben 38 tiszt és 726 sorállományú tengerész teljesített szolgálatot.
A Scharnhorst mint zászlóshajó további 14 tiszttel és 62 sorállományúval megnövelt személyzettel rendelkezett. Mikor a hajóraj parancsnoki sorában másodikként szolgált, a Gneisenau 3 tiszttel és 25 sorállományúval rendelkezett többel az alap esetben vett létszámnál. Fedélzetükön szállítottak több kisebb hajót is, köztük két motoros naszádot, két bárkát, egy pinassét, két kuttert, három jollét és egy dingit.

### Meghajtás
A Scharnhorst-osztály egységeinek három darab, háromhengeres, hármas expanziójú gőzgépekkel való meghajtása hasonló volt a Roon-osztályéhoz. A középső hajtómű egy 4,7 m átmérőjű, míg a két külső egy-egy 5 m átmérőjűt hajócsavart forgatott meg. A Gneisenau hajócsavarjai valamivel kisebbek voltak 4,6 m-es illetve 4,8 m-es átmérőjükkel. A háromszoros expanziójú gépeket gőzzel 18 széntüzelésű gőzkazán látta el, melyek összesen 36 tűzszekrénnyel rendelkeztek. A hajtóművek összteljesítményét 26.000 lóerőre tervezték, de a próbajáratokon a Scharnhorstéi 28.782 lóerőt, a Gneisenauéi a 30.396 lóerőt is elérték. A végsebességüket 22,5 csomóra tervezték, viszont a nagyobb teljesítményük révén a Scharnhorst a 23,5, míg a Gneisenau a 23,6 csomót is elérte. Üzemanyagkészletüket 800 t szén képezte alapesetben, ám szükség esetén 2000 tonnát is magukkal vihettek. A hatótávolságuk 4800 tengeri mérföld (8890 km) volt 14 csomós sebesség mellett. Irányításukat egyetlen hajólapáttal oldották meg.
Az elektromos berendezéseik is megegyeztek a Roon-osztályéval. Négy turbógenerátoruk 260 kW 110 voltos áramot volt képes előállítani. Ezen osztály egységeit szerelték fel utoljára olyan generátorokkal, melyek 110 voltos áramot állítottak elő. A Blücher generátorai már 225 voltosak voltak.

### Fegyverzet

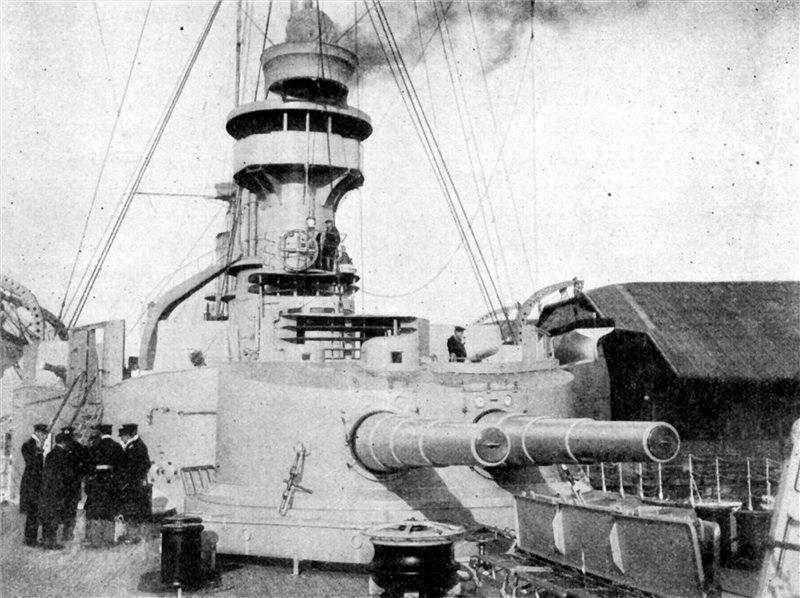
A Scharnhorst hátsó lövegtornya

A hajók fő fegyverzetét nyolc 21 cm űrméretű, 40 kaliberhosszúságú gyorstüzelő ágyú (21 cm SK L/40) képezte, melyek közül kettőt-kettőt a felépítmények előtt és mögött elhelyezett két lövegtoronyban helyeztek el, míg a többi négyet külön lövegtornyokban kaptak helyet és kettő-kettő volt a hajó két oldalán. A 21 cm-es ágyúk 108 kg-os gránátjainak kezdősebessége kilövéskor 780 m/s volt és percenként 4-5 lövés leadására voltak képesek. Lőszerkészletükhöz összesen 700 lövedék tartozott. A kétágyús lövegtornyok a lövegeket 30°-os szögben voltak képesek megemelni, amivel a maximális lőtávolságuk 16.300 méter volt. Az egyágyús lövegtornyok ágyúinak csőemelkedése csak 16° volt, ami 12.400 m-es lőtávolságot tett lehetővé. A kétlöveges tornyokat mindkét irányban 150°-ra lehetett elforgatni a középvonalhoz képest.
A másodlagos tüzérséghez 6 darab 15 cm űrméretű, 40 kaliberhosszúságú tengerészeti gyorstüzelő ágyú tartozott (15 cm SK L/40) melyeket MPL-kazamatákban helyeztek el. Ezek a lövegek percenként 4-5 páncéltörő lövedéket lőhettek ki. Minden ágyúhoz 170 lövedék volt készletezve, így összesen 1020 darab volt belőlük. Az emelhetőségük -7° és +20° között mozgott, mely utóbbi beállítás mellett 13700 m volt a maximális lőtávolságuk. Oldalra való forgatásukat és emelésüket manuálisan végezték.
A másodlagos fegyverzethez tartozott még 18 darab 8,8 cm űrméretű, 35 kaliberhosszúságú gyorstüzelő tengerészeti ágyú (8,8 cm SK L/35), melyeket kazamatákban helyeztek el. A 10 kg-os lövedékeiket kb. 620 m/s kezdősebességgel lőtték ki, amivel a legnagyobb csőemelkedés mellett 11.000 méteres lőtávolságot érhettek el. Ezekből minden ágyúhoz 150 volt rendszeresítve, így a teljes lőszerkészlet 2700 darabot tett ki. A 15 cm-es ágyúkhoz hasonlóan ezek beállítását is manuálisan végezték.
A kor hadihajóihoz hasonlóan a Scharnhorst-osztály egységeit is ellátták víz alatti torpedóvető csövekkel, melyekből négy 45 cm-essel rendelkeztek: egyet-egyet a hajóorrba és a tatba, egyet-egyet a hajó két oldalára telepítettek és 11 torpedó tartozott hozzájuk. Ezek C/03 típusúak voltak és 176 kg-os nagy robbanóerejű töltettel voltak felszerelve. 31 csomós sebességgel haladva a hatótávolságuk 1500 m volt, 26 csomós beállítás mellett 3000 méterre lévő célpontokra is ki lehetett lőni őket.

### Páncélzat
Az osztály egységeit a többi német hadihajóhoz hasonlóan a Krupp által gyártott páncélzat védte. A páncélöv a középső, fontosabb részeket oltalmazó részen 150 mm vastag volt. A citadella végeinél mindkét irányban a páncélöv 80 mm-esre csökkent, ezen túl pedig az orr és tatrész nem kapott páncélzatot. A hajó övének teljes hosszában a külső héjat belülről teakfával erősítették meg. A fő páncélfedélzet vastagsága a létfontosságú helyeken 60 mm volt és ez 35 mm-re csökkent a kevésbé fontos részeken. A páncélfedélzet a peremeken megdöntve csatlakozott az övpáncélzathoz és ezen a részen 40-55 mm vastag volt. Az elülső parancsnoki torony oldalai 200 mm-esek, a teteje 30 mm-es páncéllemezek voltak. A hátulsó parancsnoki torony védettsége kisebb volt, oldalt 50 mm-es, felül 20 mm-es lemezek alkották. A kétcsövű lövegtornyok oldalai 170 mm, tetejeik 30 mm, míg az egycsövűek homlokpáncélzata 150 mm és tetőpáncélzata 40 mm vastagságúak voltak. A 15 cm-es ágyúkat 80 mm-es lövegpajzsok védték.

## Az osztály egységei
| Név             | Névadó                                   | Építő                 | Gerincfektetés     | Vízrebocsátás    | Átadás            | Sorsa                                               |
| --------------- | ---------------------------------------- | --------------------- | ------------------ | ---------------- | ----------------- | --------------------------------------------------- |
| SMS Scharnhorst | Gerhard von Scharnhorst altábornagy      | Blohm & Voss, Hamburg | 1905. január 3.    | 1906. június 22. | 1907. október 24. | Elsüllyedt a falklandi csatában (1914. november 8.) |
| SMS Gneisenau   | August Neidhardt von Gneisenau tábornagy | AG Weser, Bréma       | 1904. december 28. | 1906. június 14. | 1908. március 6.  | Elsüllyedt a falklandi csatában (1914. november 8.) |

## Szolgálatuk
Szolgálatba állításuk után a két cirkálót hamarosan áthelyezték a Kelet-Ázsiai Hajórajhoz, ahol a Scharnhorst Maximilian von Spee tengernagy zászlóshajója volt. A Scharnhorst és a Gneisenau jól felkészített hajóknak számítottak, mindkettő kitüntetésekben részesült a kiváló tüzérségi teljesítményük révén. 
Az első világháború kitörésekor a két hajó a Karolina-szigeteknél tartózkodott, von Spee tengernagy többi hajója pedig elszórtan helyezkedett el a csendes-óceáni térségben. A japán hadüzenetet követően a tengernagy megerősítette a hajóraját az amerikai állomáshelyekhez tartozó Leipzig és Dresden könnyűcirkálókkal és Chile felé vette az irányt a készleteinek feltöltése érdekében. A tengernagy Dél-Amerikát megkerülve igyekezett visszajutni Németországba a hajóival. Útközben meg szándékozott támadni Christopher Craddock brit tengernagy három cirkálóját és zavarni próbálta az ellenséges kereskedelmi forgalmat.
Szeptember 22-én a Scharnhorst és a Gneisenau megközelítették a Francia-Polinéziához tartozó Papeete szigetet, hogy a kikötőben tárolt szénkészleteket zsákmányul ejtsék és ellássák magukat belőle. A cirkálók rövid időre tűz alá vették a kikötőt és elsüllyesztették a Zélée öreg ágyúnaszádot. Spee attól tartva, hogy a kikötő el van aknásítva nem vállalta az annak megközelítésével járó kockázatot, ráadásul a szénkészleteket a franciák felgyújtották, hogy ne kerülhessenek a németek kezére.

### Coronel-foki csata
1914. november 1-én 17:00-kor a Kelet-Ázsiai Hajóraj összetalálkozott Cradock hajórajával a Coronel-hegyfok előtt, Santa María település közelében. Hajóinak nagyobb sebességét kihasználva Spee 18 km-es távolságot tudott tartani az ellenségtől, mielőtt 12 km-re megközelítette őket 19:00-kor. A Scharnhorst a Good Hope páncélos cirkálón kb. 34 találatot ért el. Legalább egy lövedék a brit hajó egyik lőszerraktárát érte, mire a Good Hope egy hatalmas robbanással a levegőbe repült. A Monmouth az erős tűzben szintén elsüllyedt. A Glasgow könnyűcirkálónak és a Otranto segédcirkálónak sikerült elmenekülnie az est beálltának köszönhetően. John Fisher első tengeri lord megjegyezése szerint ez volt „a háború legszomorúbb tengeri összecsapása.” Kerek 100 év után a Royal Navy ismét vesztes csatát könyvelhetett el. Az előzőt még a napóleoni háborúk idején a plattsburgh-i csata során szenvedték el 1814-ben. Vilmos császár a győzelem hírének hallatára a csatában részt vevő hajók legénységének tagjai közül 300 fő vaskereszttel való kitüntetését rendelte el. A Valparaísóban való készletfeltöltés után az Ostasiengeschwader a Falkland-szigetek felé vette az irányt, hogy elpusztítsák az ottani rádióállomást.

### Falklandi csata

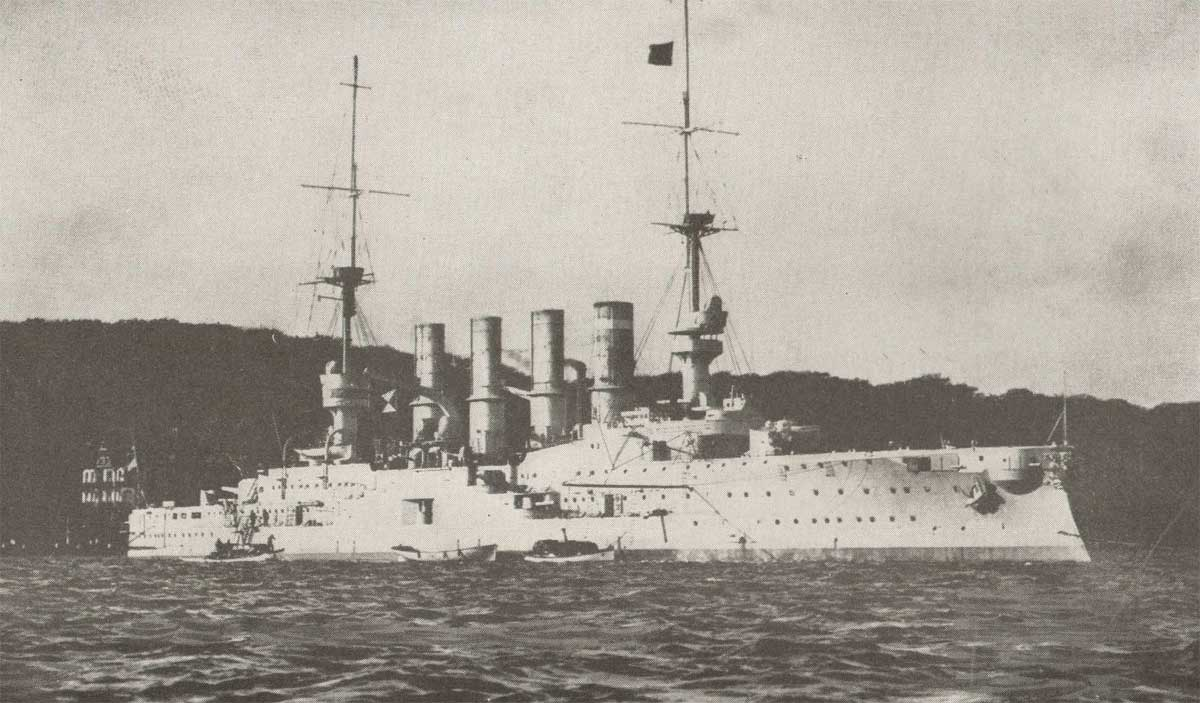
A Gneisenau

Hat órával az után, hogy a csata híre megérkezett Angliába, Fisher tengernagy utasította John Jellicoe tengernagyot, a Grand Fleet parancsnokát a Invincible és a Inflexible csatacirkálók térségbe való kiküldésére, hogy levadászhassák a német hajókat. Doveton Sturdee altengernagyot nevezték ki a két csatacirkáló mellett a Carnarvon, Cornwall, Defence és Kent páncélos cirkálókból valamint a Bristol és a Coronelt túlélő Glasgow könnyűcirkálóból álló kötelék élére. Sturdee hajói december 8-án reggel értek a Falkland-szigetekhez, röviddel Spee felbukkanása előtt. A britek 09:40-kor észlelték a közeledő német hajókat. Spee nem tudott a brit csatacirkálók érkezéséről és amint észlelte őket visszavonulót fújt. A kezdeti nagy hátrány ellenére a csatacirkálói hamar utolérték a már megviselt állapotban lévő német hajókat, melyek eddig már 16.000 mérföldet tettek meg javítások elvégzése nélkül.
13:20 körül a csatacirkálók tüzet nyitottak a keleti irányba tartó németekre 14 km távolságból. Két óra múlva a Scharnhorst mozgásképtelenné vált és erősen megdőlt, majd röviddel ezután elsüllyedt. A Gneisenaut több mint 50 találat érte kis távolságból és a legénysége a császár háromszori éltetése után elhagyta. A Nürnberg és a Leipzig szintén elsüllyedtek a csatában, míg a Dresdennek sikerült elmenekülnie és a chilei partok szigetei között illetve öbleiben rejtőzködve még hónapokig fenyegette az antant térségbeli hajóforgalmát, mielőtt a Juan Fernandez-szigetekhez érve kérvényezte internálását. Ennek ellenére a hamarosan itt rátaláló brit hadihajók tüzet nyitottak rá és a kilátástalan helyzetben a legénysége elsüllyesztette. A falklandi csatában 2200 német tengerész veszítette életét, köztük maga von Spee tengernagy is.